# Hyperplatys femoralis
Hyperplatys femoralis är en skalbaggsart som beskrevs av Samuel Stehman Haldeman 1847. Hyperplatys femoralis ingår i släktet Hyperplatys och familjen långhorningar. Inga underarter finns listade i Catalogue of Life.